# Тильман, Теофиль Александр
Теофиль Александр Тильман (фр. Théophile Alexandre Tilmant, Тильман-старший; 9 августа 1799, Валансьен — 7 мая 1878, Аньер) — французский скрипач и дирижёр.
Ученик Родольфа Крейцера. Играл на скрипке (и, некоторое время, на альте) в оркестре парижской Оперы с 1824 г. и в Оркестре концертного общества Парижской консерватории с момента его создания в 1828 г. В начале 1830-х гг. руководил оркестром парижской Музыкальной гимназии. В 1849—1868 гг. главный дирижёр «Опера-Комик», а в 1860—1863 гг. также и Оркестра концертного общества Парижской консерватории. Дирижировал премьерами нескольких популярных опер и балетов, в том числе «Дон Паскуале» Доницетти (3 января 1843), «Каид» (1849) и «Миньоны» Амбруаза Тома (17 ноября 1866).
Младший брат Тильмана, Александр Тильман-младший (1808—1880), виолончелист, в 1832—1872 гг. играл в Оркестре концертного общества Парижской консерватории и в 1850—1877 гг. в оркестре Парижской оперы. Кроме того, в 1833—1849 гг. братья совместно выступали в составе струнного квартета.